# Plesiodiadema microtuberculatum
Plesiodiadema microtuberculatum is een zee-egel uit de familie Aspidodiadematidae.
De wetenschappelijke naam van de soort werd in 1879 gepubliceerd door Alexander Emanuel Agassiz.